# 164P/Christensen
164P/Christensen (też: Christensen 2) – kometa krótkookresowa z rodziny komet Jowisza.

## Odkrycie
Kometę tę odkrył 21 grudnia 2004 roku Eric J. Christensen. Kometa nosi nazwę pochodzącą od odkrywcy.

## Orbita komety i właściwości fizyczne
Orbita komety 164P/Christensen ma kształt elipsy o mimośrodzie 0,54. Jej peryhelium znajduje się w odległości 1,67 j.a., aphelium zaś 5,62 j.a. od Słońca. Jej okres obiegu wokół Słońca wynosi 6,97 roku, nachylenie do ekliptyki to wartość 16,27˚.
Średnica jądra tej komety to maks. kilka km.